# Igreja de Bravães
A Igreja de Bravães, Mosteiro de Bravães ou Igreja de São Salvador, localiza-se na freguesia de Bravães, na vila e município de Ponte da Barca, distrito de Viana do Castelo, em Portugal, sendo considerada um dos mais importantes monumentos românicos portugueses. 
Ferreira de Almeida afirmou que "não haverá, entre nós, edifício onde se evidenciem, mais vibrantemente, as características do nosso românico rural nem onde se mostre, mais eloquentemente, como e quanto este estilo foi assumido e regionalizado pelos nossos "mestres" e canteiros".
Encontra-se classificada como Monumento Nacional desde 23 de junho de 1910, pelo Decreto de 16-06-1910, DG n.º 136, de 23-06-1910.

## História
Também chamada de São Salvador de Bravães, a Igreja Matriz é o que resta do antigo Mosteiro Beneditino dos finais do séc. XII e princípios do séc. XIII. É considerada e sem dúvida reconhecida como a melhor obra prima da arte românica de Portugal, através dos seus trabalhados existentes nas diversas partes do Templo.

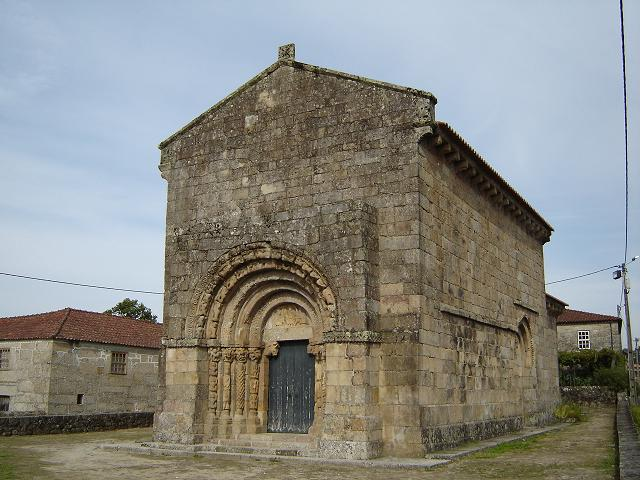
Igreja de Bravães, Ponte da Barca.

Em 15 de março de 2019, o mosteiro foi assaltado durante a noite. Os assaltantes entraram por uma porta lateral que ficou danificada e levaram todas as imagens de santos que estavam no interior do mosteiro. Em Maio de 2019 foram recuperadas.

## Características
É um templo em estilo românico, em alvenaria de pedra.